# Кун Микола Альбертович
Кун Мико́ла Альбе́ртович (21 травня 1877, Москва, Російська імперія — 28 жовтня 1940 або 28 лютого 1940, Черкізово, Пушкінський район, Московська область, РРФСР, СРСР) — російський історик, письменник, педагог. Найвідоміша книга автора — «Легенди і міфи стародавньої Греції» (1922) у викладі для дітей, що витримала численні перевидання та була перекладена мовами всіх країн-республік СРСР та багатьма європейськими мовами.

## Біографія
Народився 21 травня 1877 року в Москві, хоча в його формулярному списку вказано 12 жовтня. Походив зі зросійщеного англо-шотландського роду. Батько письменника, Альберт Францевич Кун, займався електричним освітленням, завідував штучним освітленням Великого та Малого театрів Москви, цікавився наукою, був знавцем російської культури. Мати Миколи Куна, Антоніна Миколаївна — піаністка, учениця Миколи Рубінштейна та Петра Чайковського — походила з графського роду Ігнатьєвих.
Закінчив Московський університет у 1903 році. Через участь у революційному студентському гуртку не лишився працювати там же, а був спрямований викладати в Твері в жіночій учительській семінарії ім. П. П. Максимовича. Того ж року одружився з Єленою Францівною Роупер, також зі зросійщеного англо-шотландського роду, що перейшла перед шлюбом у православ'я з англіканства. Її батьки були проти шлюбу з молодшим на 6 років Миколою, тому Єлена не отримала права на спадок від них.
У 1905—1906 роках проходив стажування в університеті Ед. Мейєра в Берліні. В кінці 1906 повернувся у Твер; був вибраний головою ради приватного реального училища Тверського. З відкриттям в Твері Народного університету в січні 1907 читав в цьому навчальному закладі лекції з історії культури. Займався різноманітною творчістю: малюванням, фотографією, драматургією. Власноруч виготовляв меблі для свого кабінету.
У 1908 був вибраний професором загальної історії московських Вищих жіночих педагогічних курсів, заснованих при Товаристві виховательок та вчительок ім. Д. І. Тіхомірова; читав лекції до закриття курсів в 1918. Одночасно викладав історію в навчальних закладах Москви, читав лекції в Московському товаристві народних університетів. У 1911—1912 керував екскурсіями російських вчителів в Римі, читав лекції в римських музеях з історії античного мистецтва, римського Форуму, Палатину. З 1915 професор Московського міського університету ім. А. Л. Шанявського по кафедрі історії релігій. У 1918—1925 роках викладав у Першому Московському педагогічному інституті та низці інших навчальних закладів. У середині 1920-х Кун для своєї сім'ї в літній період винаймав дачу в Клязьмі (нині район міста Пушкіно).
З 1920 професор факультету суспільних наук Московського державного університету. Одночасно викладав історію культури в 1-му Московському педагогічному інституті (1918—1925). З 1935 до смерті працював професором МІФЛІ (Московський державний інститут історії, філософії і літератури). З 1933 був редактором відділу стародавньої історії Великої радянської енциклопедії і Малої радянської енциклопедії, написав для них декілька сотень статей і заміток. В 1937 році його книга «Легенди і міфи стародавньої Греції» отримала гриф Наркомпросу РСФСР.
Помер 28 грудня 1940 року під час наукової доповіді.

## Родина
У Миколи та Єлени народилося четверо дітей, але троє з них трагічно померли. Антоніна (1908—1924) потонула в річці Клязьма, Євгенія (1902—1932) померла від туберкульозу, Іполит (1903—1932) помер від травми. Микола (1911—1943) пережив батька на два роки і загинув унаслідок поранення на війні. Уся родина Кунів похована на Черкізовському цвинтарі. Сестра Миколи Куна, Юлія, була скульпторкою.
Онука Миколи Куна, Катерина Личова — «посол доброї волі», що бувши школяркою відвідала в 1986 році США з «місією миру», актриса дитячих фільмів.

## Твори
Микола Кун передусім займався перекладами й обробками стародавніх текстів і дослідженнями історії релігії. Видав переклад сатиричного твору XVI ст. «Листи темних людей» (1907), написав книги «Казки африканських народів» (1910), «Магомет і магометанство» (1915), «Італія в 1914 р.» (1915), два томи «Казки циган» (1921 і 1922), «Попередники християнства (східні культури в Римській імперії)» (1922), «Первісна релігія» (1922), «Казки народів островів Великого океану» (1922).
З-поміж книг Миколи Куна найбільшою популярністю користується «Легенди і міфи стародавньої Греції», що містить адаптовані для дітей стародавні тексти. Написана в 1914 «для учениць і учнів старших класів середніх навчальних закладів, а також для всіх тих, хто цікавиться міфологією греків і римлян». Під своєю первинною назвою «Що розповідали стародавні греки та римляни про своїх богів і героїв» книга була видана російською мовою у 1922 та 1937 роках. У виданні 1940 року згадка римлян з назви була прибрано, ймовірно, щоб не викликати асоціацій з фашистським режимом Муссоліні. З 1940 вона неодноразово перевидавалася масовими накладами під назвою «Легенди і міфи стародавньої Греції».

## Наукова діяльність
Головні книги Миколи Куна містять аналіз фольклору різних етносів, історія релігій.
В останні роки життя займався дослідженням релігійного синкретизму у Римській імперії.

## Переклади українською
- Микола Кун. Що розповідали стародавні греки про своїх богів і героїв. Частина 1 (Боги та герої). Переклад з російської: ?. Київ: Радянська школа, 1940. 228 стор. (Бібліотека з історії для середньої школи)
- Микола Кун. Що розповідали стародавні греки про своїх богів і героїв. Частина 2 (Епос). Переклад з російської: ?. Київ: Радянська школа, 1940. 240 стор. (Бібліотека з історії для середньої школи)
  - (1-ше видання) Микола Кун. Легенди і міфи стародавньої Греції. Переклад з російської: О.М Іванченко. Київ: Радянська школа, 1955. 431 стор. (переклад з російського видання 1954 року)
  - (2-ге видання) Микола Кун. Легенди і міфи стародавньої Греції. Переклад з російської: О.М Іванченко. Київ: Радянська школа, 1959. 443 стор. (переклад з російського видання 1957 року)
  - (3-тє видання) Микола Кун. Легенди і міфи стародавньої Греції. Переклад з російської: О.М Іванченко.; автор вступної статті: А. Г. Бокщанін. Київ: Радянська школа, 1967. 456 стор.
- Микола Кун. Легенди і міфи стародавньої Греції: для старшого шкільного віку. Переклад з російської, передмова та примітки: Юрій Іванченко.[9] Київ: Школа, 2008. 447 стор. ISBN 966-661-764-1
- Микола Кун. Легенди та міфи Давньої Греції. Боги і герої. Переклад з російської Ольги Уліщенко. Київ: Vivat, 2021. 352 c. ISBN 978-966-942-934-6